# Charles Seymour, II barón Seymour de Trowbridge
Charles Seymour, II barón Seymour de Trowbridge (c. 1621 – 25 de agosto de 1665)  fue hijo de Francis Seymour, I barón Seymour de Trowbridge, quien le sucedió en la baronía de 1664.
Se casó por primera vez el 4 de agosto de 1632, con Maria, hija de Thomas Smith de Soley en Chilton Foliat, un pueblo al noreste de Hungerford. La pareja tuvo una hija, Frances (antes de 1654 - 1716) , quien se casó con Sir George Hungerford, con quien tuvo al menos seis hijos. Se volvió a casar en 1654, con Elizabeth Alington (1635 - 1691), hija de  William Alington, I barón Alington de Killard  (14 de marzo de 1610/1611 - c. octubre de 1648); ellos tuvieron tres hijos. Uno de sus descendientes más importantes fue su tataratataranieto, James Smithson, a través de su hija Frances; también desciende de esta el poeta George Keate.
Los dos hijos con su segunda mujer, Francis y Charles, heredaron sucesivamente el ducado de Somerset, el cual había pertenecido a su tío William Seymour, II duque de Somerset; lo mismo aconteció con la baronía. Su hija, Honora Seymour, se casó con Sir Charles Gerald, III Baronet.